# (11941) Archinal
(11941) Archinal (1993 KT1) – planetoida z pasa głównego asteroid okrążająca Słońce w ciągu 2,73 lat w średniej odległości 1,95 j.a. Odkryta 23 maja 1993 roku.